# Myristica bombycina
Myristica bombycina är en tvåhjärtbladig växtart som beskrevs av George King och Joseph Dalton Hooker. Myristica bombycina ingår i släktet Myristica och familjen Myristicaceae. Inga underarter finns listade i Catalogue of Life.